# Ogba
L’ogba (en ogba : Ọgba ou Ọgbà) est une langue nigéro-congolaise du groupe igboïde parlée au Nigéria. Elle est parlée par les Ogbas dans le nord de l’État de Rivers, principalement dans la zone de gouvernement local d’Ogba-Egbema-Ndoni.

## Dialectes
Les trois dialectes principaux de l’ogba sont l’egni, l’igburu et l’usomini. Ces trois dialectes sont intercompréhensibles et leurs différences se limitent à quelques variations phonémiques, lexicologiques ou tonales.
L’igburu est le dialecte socialement dominant et le principal dialecte littéraire.

## Écriture
L’ogba s’écrit avec l’alphabet latin et les caractères supplémentaires des langues igbos de l’alphabet pan-nigérian.
| Majuscules | Majuscules | Majuscules | Majuscules | Majuscules | Majuscules | Majuscules | Majuscules | Majuscules | Majuscules | Majuscules | Majuscules | Majuscules | Majuscules | Majuscules | Majuscules | Majuscules | Majuscules | Majuscules | Majuscules | Majuscules | Majuscules | Majuscules | Majuscules | Majuscules | Majuscules | Majuscules | Majuscules |
| ---------- | ---------- | ---------- | ---------- | ---------- | ---------- | ---------- | ---------- | ---------- | ---------- | ---------- | ---------- | ---------- | ---------- | ---------- | ---------- | ---------- | ---------- | ---------- | ---------- | ---------- | ---------- | ---------- | ---------- | ---------- | ---------- | ---------- | ---------- |
| A          | B          | Ch         | D          | E          | Ẹ          | F          | G          | H          | I          | Ị          | J          | K          | L          | M          | N          | O          | Ọ          | P          | R          | S          | T          | U          | Ụ          | V          | W          | Y          | Z          |
| Minuscules |            |            |            |            |            |            |            |            |            |            |            |            |            |            |            |            |            |            |            |            |            |            |            |            |            |            |            |
| a          | b          | ch         | d          | e          | ẹ          | f          | g          | h          | i          | ị          | j          | k          | l          | m          | n          | o          | ọ          | p          | r          | s          | t          | u          | ụ          | v          | w          | y          | z          |

Certains digrammes et trigrammes sont aussi utilisés.
Les tons sont indiqués à l’aide de diacritique :
- le ton haut est indiqué par l’absence de diacritique : ‹ a, e, ẹ, i, ị, o, ọ, u, ụ › ;
- le ton bas est indiqué avec l’accent grave : ‹ à, è, ẹ̀, ì, ị̀, ò, ọ̀, ù, ụ̀ › ;
- le ton tombant est indiqué avec l’accent circonflexe : ‹ â, ê, ệ, î, ị̂, ô, ộ, û, ụ̂ › ;
- l’abaissement tonal distinctif est indiqué avec le macron : ‹ ā, ē, ẹ̄, ī, ị̄, ō, ọ̄, ū, ụ̄ ›.

## Sources
- (en) Isaac Eyi Ngulube, « Ọgba orthography », dans Orthographies of Nigerian Languages: Manual IX, Nigerian Educational Research and Development Council (NERDC), 2011, 104-117 p. (lire en ligne)
- (en) Ọgba language Committee (version numérique de Roger Blench, 2005), A Dictionary of Ọgbà, an Igboid Language of Souther Nigeria, 1994 (lire en ligne)